# Paolo Sardi
Paolo Sardi (ur. 1 września 1934 w Ricaldone, zm. 13 lipca 2019 w Rzymie) – włoski duchowny katolicki, kardynał, emerytowany wicekamerling Świętego Kościoła Rzymskiego, prawnik.

## Życiorys
Jest absolwentem Katolickiego Uniwersytetu Najświętszego Serca w Mediolanie. 29 czerwca 1958 otrzymał święcenia kapłańskie.
10 grudnia 1996 został mianowany przez Jana Pawła II nuncjuszem apostolskim ds. specjalnych poruczeń oraz biskupem tytularnym diecezji Sutrium. 
Sakry biskupiej 6 stycznia 1997 udzielił mu papież Jan Paweł II.
23 października 2004 został wicekamerlingiem Świętego Kościoła Rzymskiego w Kamerze Apostolskiej – urzędzie zajmującym się administracją dobrami i prawami doczesnymi Stolicy Apostolskiej zwłaszcza w okresie sede vacante. Funkcję tę sprawował do przejścia na emeryturę w styczniu 2011. Zastąpił go abp Santos Abril y Castelló.
6 czerwca 2009 Benedykt XVI mianował go Pro-Patronem Suwerennego Zakonu Maltańskiego. W listopadzie 2014 zastąpił go w tej roli kard. Raymond Leo Burke.
20 października 2010 r. mianowany kardynałem przez papieża Benedykta XVI. Insygnia kardynalskie otrzymał na konsystorzu, który odbył się 20 listopada 2010.
Brał udział w konklawe 2013, które wybrało papieża Franciszka. Wraz z ukończeniem 80 roku życia w dniu 1 września 2014 utracił prawo do udziału w konklawe.